# REVIEW II -BEST OF GLAY-
『REVIEW II -BEST OF GLAY-』（レビュー・ツー ベスト・オブ・グレイ）は、日本のロックバンド、GLAYのベスト・アルバム。2020年3月11日発売。

## 概要
ベストアルバムのリリースとしては『THE GREAT VACATION』シリーズ以来、約10年ぶりとなる。
CD4枚組となっており、各メンバーが選んだ57曲が収録された。また、カラーケース仕様となっており、TERU盤は97年盤のような青色、TAKURO盤は『DRIVE-GLAY complete BEST』を彷彿させる赤色、HISASHI盤は緑色、JIRO盤は黄色で、それぞれのケースにメンバーの写真が使用された。
「4CD+Blu-ray」「4CD+2DVD」「4CD」の3タイプと、配信限定で「REVIEW 2.5」が発売された。韓国でもBFK STOREにて、3月31日までの期間限定で販売された。Blu-ray及びDVDには、特典映像として初めて韓国で行ったライブ「GLAY 25th Anniversary Special Live in Seoul」の模様を収録。
3月3日より、女優の北川景子が出演したCMも公開された。これはGLAYのメンバーが、北川とかねてより親交が深く、彼女とDAIGOの結婚式で「HOWEVER」を披露した縁があることから実現に至ったという。CMは2パターンが作成され、「HOWEVER」「SOUL LOVE」を北川が口ずさむ、というもの。

## 記録
オリコン週間チャート(2020年03月23日付)では、初週で64,106枚を売り上げ、1位を獲得。GLAYにとっては令和初・通算15作目となる首位獲得を果たし、これによってシングル・アルバムの総売上が4000万枚を突破したほか、音楽グループとしてはサザンオールスターズ以来2組目となる、4年代連続での首位獲得(1990年～2020年)も果たした。
2020年度のオリコン年間アルバムランキングでは、2009年の『THE GREAT VACATION VOL.2 〜SUPER BEST OF GLAY〜』（売上19万）以来11年ぶりの年間TOP50入り（35位）を果たした。
CD、DLを含めた合算売上は、換算売上11万1768ポイントを記録。
ビルボードのHOT ALBUMS(2020年3月23日付)では、初週で65,183枚を売り上げ、首位獲得となった。

## 収録曲

### CD

#### TERU盤
TERUが「函館を散歩しながら聴きたいGLAY」というコンセプトのもとに選曲。
1. COLORS
57thシングル「G4・Ⅴ-Democracy 2019-」の3曲目。
2. ホワイトロード
32ndシングル。
3. グロリアス
8thシングル。
4. Life 〜遠い空の下で〜
2ndシングル「真夏の扉」のカップリング曲。今作で最も古い音源。
5. 時計
48thシングル「DARK RIVER／Eternally／時計」の3曲目。
6. ずっと2人で…
5thシングル「ずっと2人で…／GONE WITH THE WIND」の1曲目。
7. あの夏から一番遠い場所
8thアルバム「THE FRUSTRATED」収録曲。
8. HELLO MY LIFE
16thシングル「Winter,again」のカップリング曲。
9. はじまりのうた
57thシングル「G4・Ⅴ-Democracy 2019-」の2曲目。
10. 生きがい
5thアルバム「HEAVY GAUGE」収録曲。
11. Eternally
48thシングル「DARK RIVER／Eternally／時計」の2曲目。
12. Winter,again
16thシングル。
13. カナリヤ
3rdアルバム「BELOVED」収録曲。
14. すべて、愛だった-La vie d'une petite fille- (Acoustic Version)
31stシングル「Blue Jean」のカップリング曲。Acoustic Versionを選んだ理由は、TERU曰く、しっとり終わりたかった為選んだとされる。

#### TAKURO盤
4〜14曲目はAnthology盤としてRemixされた音源を使用し、更に新曲2曲と、「氷の翼」にWyolicaのAzumiをゲストヴォーカルとして迎え再録音した音源も収録。
Anthology音源は、本作品が初ハイレゾ化となる。
1. Into the Wild
新曲。スバル「レヴォーグ」CMソング[20]。
BTSやWanna Oneなども手掛けたホン・ウォンギ監督によるMVも制作された[21]。
2. I'm loving you
新曲。グローバルボーイズグループ「PENTAGON」とのコラボレーション曲[10]。
5月1日にはPENTAGONのジノが作詞に参加し、ボーカルを再録した韓国語Ver.が配信された[22]。
3. 氷の翼 feat.Azumi(Wyolica)
15thアルバム「NO DEMOCRACY」収録曲。本作用に再録音されたものを収録。
4. HOWEVER
12thシングル。本作では「pure soul Anthology」の音源を収録。冒頭及び曲全体のストリングスがカットされている。
5. BELOVED
9thシングル。本作では「BELOVED Anthology」の音源を収録
6. 誘惑
13thシングル。本作では「pure soul Anthology」の音源を収録。
7. SOUL LOVE
14thシングル。本作では「pure soul Anthology」の音源を収録。
8. 春を愛する人
3rdアルバム「BELOVED」収録曲。本作では「BELOVED Anthology」の音源を収録。
9. 口唇
11thシングル。本作では「BELOVED Anthology」の音源を収録。Anthology盤では収録されていたピアノイントロがカットされている。
10. BE WITH YOU
15thシングル。本作では「HEAVY GAUGE Anthology」の音源を収録。クレジットに記載はないが、収録されているのはアルバムバージョンである。
11. a Boy〜ずっと忘れない〜
10thシングル。本作では「BELOVED Anthology」の音源を収録。
12. カーテンコール
3rdアルバム「BELOVED」収録曲。本作では「BELOVED Anthology」の音源を収録。
13. サバイバル
ビデオシングル。本作では「HEAVY GAUGE Anthology」の音源を収録。タイトル表記及びエンジニアのクレジットがシングルバージョンと同一になっているが、実際に収録されているのはアルバムバージョンの「SURVIVAL」である。
14. 彼女の“Modern…”
3rdシングル。本作では「SPEED POP Anthology」の音源を収録。

#### HISASHI盤
スタジオライブバージョンとして新たにレコーディングされた楽曲が2曲目～14曲目まで収録される。

ダウンロード版は2曲目～14曲目のタイトルの後部にギター爆盛ミックス！と明記される。
公式曰く「STUDIO LIVE inspired by HOTEL GLAY ギター爆盛ミックス！」とのこと。
1. gestalt
11thアルバム「JUSTICE」収録曲。
2. ALL STANDARD IS YOU
6thアルバム「ONE LOVE」収録曲。スタジオライブバージョンとして収録。
3. My name is DATURA
15thアルバム「NO DEMOCRACY」収録曲。スタジオライブバージョンとして収録。
4. 黒く塗れ！
50thシングル「BLEEZE ～G4・Ⅲ～」の3曲目。スタジオライブバージョンとして収録。
5. Flowers Gone
15thアルバム「NO DEMOCRACY」収録曲。スタジオライブバージョンとして収録。
6. VERB
38thシングル。スタジオライブバージョンとして収録。
7. everKrack
43rdシングル「G4・Ⅱ-THE RED MOON-」の1曲目。スタジオライブバージョンとして収録。
8. 逢いたい気持ち
27thシングル。スタジオライブバージョンとして収録。
9. LET ME BE
ベストアルバム「THE GREAT VACATION VOL.2 ～SUPER BEST OF GLAY～」収録曲。スタジオライブバージョンとして収録。
10. THINK ABOUT MY DAUGHTER
6thアルバム「ONE LOVE」収録曲。スタジオライブバージョンとして収録。
11. 笑顔の多い日ばかりじゃない
32ndシングル「ホワイトロード」のカップリング曲。スタジオライブバージョンとして収録。
12. FATSOUNDS
5thアルバム「HEAVY GAUGE」収録曲。スタジオライブバージョンとして収録。
13. Runaway Runaway
8thアルバム「THE FRUSTRATED」収録曲。スタジオライブバージョンとして収録。
14. Bible
45thシングル。スタジオライブバージョンとして収録。
15. BLACK MONEY
新曲。2014年に行われたライブ「GLAY EXPO 2014 TOHOKU 20th Anniversary」で初披露され、それ以降のライブでも度々演奏されていたが、長らくCD化されていなかった楽曲。

#### JIRO盤
ライブのセットリストをメインとなって決めるJIROが「この選曲でツアーを行いたい」というテーマのもと選曲し、JIROが届けたい・伝えたいといういろいろなシチュエーションの、ファンへの思いが詰まった楽曲を収録。
1. Scoop
53rdシングル「G4・Ⅳ」の2曲目。本作では14thアルバム「SUMMERDELICS」に収録されているバージョンで収録。
2. SAY YOUR DREAM
40thシングル。
3. 夢遊病
6thアルバム「ONE LOVE」収録曲。
4. YOU
50thシングル「BLEEZE ～G4・Ⅲ～」の4曲目。
5. Apologize
無料で配信された楽曲。シングル音源は初CD化。
6. ゆるぎない者達
7thアルバム「UNITY ROOTS & FAMILY,AWAY」収録曲。
7. 時の雫
29thシングル。
8. Friend of mine
7thアルバム「UNITY ROOTS & FAMILY,AWAY」収録曲。
9. 卒業まで、あと少し
25thシングル「Way of Difference」のカップリング曲。
10. TIME
21stシングル「Missing You」のカップリング曲。
11. REIWADEMOCRACY
15thアルバム「NO DEMOCRACY」収録曲。
12. 反省ノ色ナシ
15thアルバム「NO DEMOCRACY」収録曲。
13. 君にあえたら
ミニアルバム「Hope and The Silver Sunrise」収録曲。
14. lifetime
14thアルバム「SUMMERDELICS」収録曲。

### REVIEW 2.5
発売1週間前に急遽発表された配信限定アルバム。
「REVIEW 2.5」はメンバーがベストアルバムには入らなかったが、追加で入れるのであればこの曲といったコンセプトで構成された。
1. the other end of the globe
14thアルバム「SUMMERDELICS」収録曲。
2. if ～灰とダイヤモンド～
インディーズアルバム「灰とダイヤモンド」収録曲。イントロの一部がカットされ、TAKUROのカウントから始まる。
3. 運命論
47thシングル。
4. Precious
42ndシングル。
5. 都忘れ
3rdアルバム「BELOVED」収録曲。
6. Satellite of love
10thアルバム「GLAY」収録曲。
7. 1988
ベストアルバム「THE GREAT VACATION VOL.2 ～SUPER BEST OF GLAY～」収録曲。
8. 恋
33rdシングル「G4」の3曲目。
9. BLACK EYES SHE HAD
ベストアルバム「THE GREAT VACATION VOL.2 ～SUPER BEST OF GLAY～」収録曲。
10. SORRY LOVE
37thシングル「Ashes.EP」の3曲目。
11. 冬の遊歩道
12thアルバム「GUILTY」収録曲。
12. I will～
9thアルバム「LOVE IS BEAUTIFUL」収録曲。

### Blu-ray＆DVD
- GLAY 25th Anniversary Special Live in Seoul at KBS ARENA 2019.6.30

1. サバイバル
2. More than Love
3. Young oh! oh!
4. 生きてく強さ
5. グロリアス
6. SOUL LOVE
7. BE WITH YOU
8. 生きがい
9. YOUR SONG
10. FATSOUNDS
11. Missing You
12. Winter,again
13. summer FM
14. 愁いのPrisoner
15. 誘惑
16. SHUTTER SPEEDSのテーマ
17. 彼女の“Modern...
18. BEAUTIFUL DREAMER
19. HOWEVER
20. HIGHCOMMUNICATIONS
21. JUST FINE
22. XYZ

- Music Video

1. Into the Wild
2. I'm loving you(GLAY×PENTAGON)

## 演奏
Disc 1 TERU SELECT
- 永井利光：Drums (#1.2.3.7-13)
- 村山☆潤：Piano, Keyboards, Programming, Strings Arrangement (#1.9)
- 豊田泰孝：Programming (#1)
- 吉田宇宙ストリングス：Strings (#1.9)
- 佐久間正英
  - Guitar (#2)
  - Piano (#2.12.13.14)
  - Keyboards (#2.3.6.7.10.12.13.14)
  - Programming (#2.12.13)
  - Strings Arrangement (#14)
- 土屋昌巳：Additional Electric Guitars (#4)
- 川島裕二：Synthesizer (#4)
- 上島明：Drums (#4)
- 川村ケン：Keyboards (#5.11)
- そうる透：Drums (#6)
- 金原千恵子ストリングス：Strings (#11.14)
- TAKURO：Piano, Keyboards (#12)

Disc 2 TAKURO SELECT
- 永井利光：Drums (#1-13)
- 豊田泰孝：Programming (#1)
- 斎藤有太：Piano (#3)
- 今野均ストリングス：Strings (#3)
- 亀田誠治：Strings Arrangement (#3)
- ルイス・バジェ：Trumpet (#3)
- D.I.E.
  - Piano (#4)
  - Keyboards (#8.9.10.12)
  - Synthesizer (#8.12)
- 加藤JOEグループ：Strings (#4)
- 佐久間正英
  - Keyboards (#5.8.10-14)
  - Synthesizer (#5.8.11.12)
  - Piano & Programming (#10.13)
- 小森茂生：Keyboards (#13)
- 湊雅史：Drums (#14)

Disc 3 HISASHI SELECT
- 永井利光：Drums (#All)
- クラッシャー木村ストリングス：Strings (#1)
- ハジメタル：Keyboards (#2-14)
- サッシャ：Chorus (#3)
- 常見和秀：Programming (#6)
- 加賀美セイラ：Chorus (#7)

Disc 4 JIRO SELECT
- クハラカズユキ：Drums (#1)
- 永井利光：Drums (#2.3.5.6.8.9.10.12.13.14)
- 佐久間正英
  - Piano (#2.7.9)
  - Keyboards (#2.3.5-10.13)
  - Strings Arrangement (#2)
- 金原千恵子ストリングス：Strings (#2)
- Karen Brunon：Strings Conductor & Player (#2)
- YUNA (紫雨林)：Chorus (#3)
- SG (紫雨林)：Guitar (#3)
- ピエール中野 (凛として時雨)：Drums (#4)
- 豊田泰孝：Manipulation (#4)
- ゆあさみちる：Chorus (#5)
- 高安錬太郎：Drums & Drum Programming (#7)
- 篠崎正嗣ストリングス：Strings (#7)
- 溝口肇：Strings Arrangement (#7)
- Pierre Cook, Knoelle Higginson-wydro, Shahene Nelson, Dejahnee Richardson：Chorus (#8)
- 今野均ストリングス：Strings (#12)
- 山根公男：Clarinet (#12)
- 高桑英世：Flute (#12)
- 亀田誠治：Brass Arrangement (#12)
- 斎藤有太：Piano & Organ (#14)

DVD
- 永井利光：Drums